# مریبعه
مریبعه (به عربی: المریبعة) یک منطقهٔ مسکونی در عربستان سعودی است که در استان عسیر واقع شده‌است. مریبعه ۲٬۰۰۰ نفر جمعیت دارد و ۳۶۵ متر بالاتر از سطح دریا واقع شده‌است.